# 이중환율
경제학에서 이중 환율은 서로 다른 통화 거래 세트에 대해 두 가지 다른 통화 가치가 발생하는 것을 말한다. 가장 일반적인 유형 중 하나는 정부가 외환과 관련된 특정 거래에 대해 하나의 환율을 설정하는 것과 다른 거래를 관리하는 다른 환율을 설정하는 것이다.
이중 환율 정책은 다양한 이유로 발생할 수 있다. 과거 유럽과 라틴 아메리카 국가들은 고정 환율에서 변동 환율로의 전환을 완화하기 위해 이중 환율을 사용해 왔다. 이중 환율은 공식 환율과 암시장 환율이 동시에 존재할 때 나타날 수 있다는 점에서 여러 환율과 유사하다.

## 역사
금본위제와 브레튼우즈 체제에서 주요 선진국들은 주로 고정환율제를 시행했다. 1970년대 전후 파운드화 평가절하와 브레튼우즈 체제의 붕괴로 인해 많은 선진국들이 변동환율제로 전환했다. 1971년 프랑스는 이중 환율 제도를 채택하기 시작했다. 그 후 1973년 이탈리아도 이 제도를 채택했다. 양국은 1970년대 초까지 이러한 이중 환율 제도를 유지했다. 벨기에-룩셈부르크 경제 연합은 1957년부터 이 제도를 사용하고 있다.
비슷한 시기(즉, 1970년대)에 많은 라틴 아메리카 국가들도 단일 환율제에서 이중 환율제 또는 다중 환율제로 전환했다. 1980년대 중반 이후 국제 무역에 대한 구조적 조정, 특히 무역 개혁의 심화로 인해 라틴 아메리카 국가들은 점차 다중 환율제를 포기하고 대신 단일 환율제를 도입하기 시작했다.
1981년부터 1985년까지 중국 개혁개방 기간 동안 중국은 공식적으로 이중 환율제를 시행했다. 1985년 이후 중국은 외환 시장에 등장했고 공식 환율은 시장이 결정하는 환율과 공존했다. 하지만 이 제도는 오래 지속되지 않아 1994년에 폐지되었다.
1985년부터 1995년까지 남아프리카공화국은 이중 환율제를 시행하여 놀라운 성과를 거두었다.

## 장점
이중 교환 시스템의 장점은 주로 자본 거래를 위한 교환 시장과 현재 거래를 위한 교환 시장을 분리하여 자본 이동이 경상 계정과 현재 거래의 환율에 영향을 미치는 것을 방지할 수 있다는 점에 있다. 이중 교환 시스템은 특히 환율 유형 간에 전환될 수 있는 경우 자본 이동에 대한 정량적 통제를 가하는 단기 대안으로 자주 사용된다.

### 인플레이션
이중 환율은 종종 국가들이 금융 위기에 직면했을 때 통화 가치를 안정시키기 위해 사용된다. 대부분의 현대 금융 위기는 단기 및 중기 대출의 상당한 유입과 유출(금융 불안정을 초래)로 인해 발생하기 때문에, 국가들은 바람직하지 않은 자본 수입을 억제하기 위해 이중 외환 시장을 도입할 수 있다. 이중 환율은 바람직한 자본 수입을 유지하면서도 이러한 바람직하지 않은 수입을 억제할 수 있으며, 경상수지 시장의 환율이 자본 계정 시장의 환율과 독립적으로 유지될 수 있게 하여 경상수지에 실질적인 부정적인 영향을 미치지 않도록 한다. 이러한 분리는 경상수지 환율이 한 국가의 수출을 평가절하하거나 과대평가하는 것을 방지하고, 바람직하지 않은 자본 수입의 유입으로 인해 발생할 수 있는 인플레이션을 방지할 수 있다.

### 정부 수입
이중 교환 시스템을 시행하는 국가들은 현재와 자본 계정 시장의 환율을 단순히 분리할 수도 있고, 어느 쪽에 통제권을 설정할 수도 있다. 후자의 옵션은 정부의 수입을 늘리기 위한 것이다. 이러한 시스템을 시행하는 국가들은 일반적으로 현재 거래 자금 조달을 위해 시장에 모든 교환 통제권을 부여한다. 그러나 레이몬드 미켈과 같은 경제학자들은 시장의 분리를 유지하는 데 필요한 경우를 제외하고 이중 교환 시스템에서 교환 통제권을 사용하는 것에 반대해 왔다.

## 단점
경제 붕괴 시기에는 국가들이 이중 환율을 도입하는 것을 선택할 수 있다. 이러한 정책 변화는 단기적인 경제 어려움을 완화하는 효율적인 방법으로 볼 수 있다. 그러나 이중 환율 정책에는 몇 가지 장기적인 경제 문제가 있다.
이중 환율제로 운영되는 경제에서 발생할 수 있는 주요 문제는 자원의 잘못된 배분이다. 이중 환율은 일부 산업의 유리한 환율을 떨어뜨리고, 이러한 산업은 실적이 부자연스럽게 부풀려져 있기 때문에 실제 수요를 반드시 반영하지 못하기 때문이다. 자원의 지속적인 잘못된 배분은 결국 경제왜곡을 초래할 것이다.
왜곡으로 고통받는 이중 환율 경제는 금융 환율과 상업 환율 사이에 불균형을 초래할 수 있다. 이러한 현상은 암시장의 출현과 자본 이득을 취하려는 개인의 차익거래로 이어질 수 있다. 장기적으로 이중 환율 시스템을 사용하면 인플레이션이 발생할 수 있다. 환율이 다르기 때문에 정부는 외화 거래에서 손실을 입을 수 있으며, 그 결과 중앙은행은 손실을 수정하기 위해 더 많은 돈을 인쇄하게 된다. 장기적으로 이는 상당한 인플레이션을 초래할 것이다. 정부의 개입이 없다면 이러한 문제는 지속되어 심각한 경제 왜곡 행동을 초래할 것이다.